# On the Road Again Tour
On the Road Again Tour fue la cuarta gira musical de la boy band británica-irlandesa One Direction. La gira visitó las cinco ciudades principales de Australia, cuyo comienzo ocurrió el 7 de febrero de 2015 con un concierto en Sídney y terminó el 20 de febrero de 2015 en Perth. La segunda etapa estuvo concentrada en Asia, comenzando el 24 de febrero de 2015 en Osaka, Japón, terminando el 25 de marzo de 2015 en Yakarta, Indonesia. La tercera etapa enfocada en África comenzó el 28 de marzo de 2015 en Johannesburgo y finalizó el 1 de abril de 2015 en Ciudad del Cabo. El cuarto show fue el 4 de abril en Dubái, Emiratos Árabes Unidos. El recorrido por los estadios promoverá el cuarto álbum de estudio de la banda, "Four" junto con sus anteriores "Midnight Memories" "Take Me Home" y "Up All Night". Luego de la salida de Zayn, lanzaron su quinto álbum llamado "Made in the A.M." con el cual no hicieron gira ya que decidieron tomar un descanso indefinido.

## Antecedentes
La gira fue anunciada en el programa matutino australiano Today, donde la banda dio una entrevista pregrabada mientras estaban en Santiago de Chile, dando los detalles de su regreso a Australia. Se anunció más tarde que la banda también estaría de gira por Asia, África y Oriente Medio. Luego se anunció que también estaría en Europa y Norteamérica.

## Lista de canciones
La siguiente lista representa al show de apertura, el 7 de febrero de 2015.
1. "Clouds"
2. "Steal My Girl"
3. "Where Do Broken Hearts Go"
4. "Midnight Memories"
5. "Kiss You"
6. "Ready to Run"
7. "Happily"
8. "Strong"
9. "Better Than Words"
10. "Don't Forget Where You Belong"
11. "Little Things"
12. "Night Changes"
13. "Alive"
14. "Diana"
15. "One Thing"
16. "What Makes You Beautiful"
17. "Through the Dark"
18. "Girl Almighty"
19. "Story of My Life"
20. "You & I"
21. "Little White Lies"
22. "Little Black Dress"
23. "Best Song Ever"

- Durante la presentación de apertura en Sídney y la presentación en Perth el 20 de febrero, la banda presentó una versión de Uptown Funk! por Mark Ronson & Bruno Mars.
- Durante la presentación en Osaka el 25 de febrero, la banda presentó una versión de Get Lucky por Daft Punk & Pharrell Williams y "Stockholm Syndrome" fue añadida a la lista de canciones de la gira reemplazando a "Happily".
- El show del 18 de marzo en Hong Kong fue el último con Zayn Malik siendo parte del grupo.
- Durante la presentación en Cardiff el 6 de junio, la banda presentó una versión de "She Makes Me Wanna" por JLS.
- Desde la presentación en Bruselas el 13 de junio, "18" y "No Control" fueron añadidas a la lista de canciones de la gira reemplazando a "One Thing".
- Durante la presentación en Helsinki el 27 de junio, "Strong" fue presentada por última vez.
- Desde la presentación en San Diego el 9 de julio, "Act My Age" fue añadida a la lista de canciones de la gira.
- Durante la presentación en San Diego y en Santa Clara el 11 de julio, "Spaces" fue presentada.
- Durante la presentación en Vancouver el 17 de julio, la banda presentó una versión de  "Happy Birthday" por Mildred J. Hill y de "Started from the Bottom" por Drake.
- Durante la presentación en Edmonton el 21 de julio, "Fireproof" fue finalmente añadida a la lista de canciones de la gira, tras haber sido presentada en Sídney el 8 de febrero.
- Durante la presentación en Winnipeg el 24 de julio, la banda presentó una versión de  "Happy Birthday" por Mildred J. Hill y Liam Payne uno de Hero de Enrique Iglesias.
- Durante la presentación en Indianapolis el 31 de julio, "Drag Me Down" fue presentada por primera vez y fue añadida a la lista de canciones de la gira reemplazando a "Alive" y "Happy Birthday" por Mildred J. Hill fue presentada de nuevo.
- Durante la presentación en Detroit el 29 de agosto y la presentación en Foxborough el 13 de septiembre. Liam Payne y Niall Horan, respectivamente, realizaron una versión de "22" por Taylor Swift, debido al 22º cumpleaños de ambos.
- Durante la presentación en Filadelfia el 1 de septiembre, la banda presentó una versión de "The Fresh Prince of Bel Air" por Will Smith.
- Desde la segunda etapa europea el orden de las canciones fue reformado y en la presentación de apertura en Londres "Infinity" fue presentada por primera vez.
- Durante las presentaciones del 24 y 25 de septiembre en Londres, la banda presentó una versión de  "Happy Birthday" por Mildred J. Hill una vez más.
- Durante la presentación en Dublín el 16 de octubre, "Perfect" fue presentada por primera vez y fue añadida a la lista de canciones de la gira reemplazando a "Diana".
- Durante las presentaciones en Newcastle el 26 y 27 de octubre, Niall Horan presentó una versión acústica de "Home", canción incluida en el EP de "Perfect".

## Actos de apertura
- Samantha Jade y McBusted (Australia)[7]
- 5 Seconds of Summer (Tokio)
- McBusted (Europa)[8]

## Fechas de la gira y recaudación
| Oceanía — Etapa I           |                 |                        |                               |                              |              |
| 7 de febrero de 2015        | Sídney          | Australia              | Sydney Football Stadium       | 62 649 / 62 649 (100%)       | $6 708 090   |
| 8 de febrero de 2015        | Sídney          | Australia              | Sydney Football Stadium       | 62 649 / 62 649 (100%)       | $6 708 090   |
| 11 de febrero de 2015       | Brisbane        | Australia              | Estadio Suncorp               | 34 184 / 34 184 (100%)       | $3 668 500   |
| 14 de febrero de 2015       | Melbourne       | Australia              | Estadio Etihad                | 59 253 / 59 253 (100%)       | $6 216 790   |
| 15 de febrero de 2015       | Melbourne       | Australia              | Estadio Etihad                | 59 253 / 59 253 (100%)       | $6 216 790   |
| 17 de febrero de 2015       | Adelaida        | Australia              | Estadio AAMI                  | 27 401 / 27 401 (100%)       | $2 581 990   |
| 20 de febrero de 2015       | Perth           | Australia              | Subiaco Oval                  | 28 968 / 28 968 (100%)       | $3 245 290   |
| Asia — Etapa II             |                 |                        |                               |                              |              |
| 24 de febrero de 2015       | Osaka           | Japón                  | Domo de Osaka                 | 79 674 / 79 674 (100%)       | $9 987 210   |
| 25 de febrero de 2015       | Osaka           | Japón                  | Domo de Osaka                 | 79 674 / 79 674 (100%)       | $9 987 210   |
| 27 de febrero de 2015       | Tokio           | Japón                  | Saitama Super Arena           | 120 328 / 120 328 (100%)     | $17 834 500  |
| 28 de febrero de 2015       | Tokio           | Japón                  | Saitama Super Arena           | 120 328 / 120 328 (100%)     | $17 834 500  |
| 1 de marzo de 2015          | Tokio           | Japón                  | Saitama Super Arena           | 120 328 / 120 328 (100%)     | $17 834 500  |
| 2 de marzo de 2015          | Tokio           | Japón                  | Saitama Super Arena           | 120 328 / 120 328 (100%)     | $17 834 500  |
| 11 de marzo de 2015         | Singapur        | Singapur               | Estadio Nacional de Singapur  | 29 419 / 29 419 (100%)       | $3 571 740   |
| 14 de marzo de 2015         | Bangkok         | Tailandia              | Estadio Rajamangala           | 23 078 / 23 078 (100%)       | $2 401 630   |
| 18 de marzo de 2015         | Hong Kong       | Hong Kong              | AsiaWorld-Arena               | 9 673 / 9 673 (100%)         | $2 268 780   |
| 21 de marzo de 2015         | Manila          | Filipinas              | Mall of Asia Concert Grounds  | 48 194 / 48 194 (100%)       | $6 365 750   |
| 22 de marzo de 2015         | Manila          | Filipinas              | Mall of Asia Concert Grounds  | 48 194 / 48 194 (100%)       | $6 365 750   |
| 25 de marzo de 2015         | Yakarta         | Indonesia              | Estadio Bung Karno            | 43 032 / 43 032 (100%)       | $3 409 370   |
| África — Etapa III          |                 |                        |                               |                              |              |
| 28 de marzo de 2015         | Johannesburgo   | Sudáfrica              | Estadio Soccer City           | 131 615 / 131 615 (100%)     | $6 232 220   |
| 29 de marzo de 2015         | Johannesburgo   | Sudáfrica              | Estadio Soccer City           | 131 615 / 131 615 (100%)     | $6 232 220   |
| 1 de abril de 2015          | Ciudad del Cabo | Sudáfrica              | Estadio de Ciudad del Cabo    | 51 060 /51 060 (100%)        | $2 467 080   |
| Asia — Etapa IV             |                 |                        |                               |                              |              |
| 4 de abril de 2015          | Dubái           | Emiratos Árabes Unidos | The Sevens Stadium            | 29 300 / 29 300 (100%)       | $4 263 190   |
| Europa — Etapa V            |                 |                        |                               |                              |              |
| 5 de junio de 2015          | Cardiff         | Gales                  | Millennium Stadium            | 112 028 / 112 028 (100%)     | $8 873 170   |
| 6 de junio de 2015          | Cardiff         | Gales                  | Millennium Stadium            | 112 028 / 112 028 (100%)     | $8 873 170   |
| 10 de junio de 2015         | Viena           | Austria                | Estadio Ernst Happel          | 43 788 / 43 788 (100%)       | $3 018 700   |
| 13 de junio de 2015         | Bruselas        | Bélgica                | Estadio Rey Balduino          | 56 110 / 56 110 (100%)       | $3 845 810   |
| 16 de junio de 2015         | Horsens         | Dinamarca              | CASA Arena Horsens            | 24 623 / 24 623 (100%)       | $1 876 990   |
| 19 de junio de 2015         | Oslo            | Noruega                | Ullevaal Stadion              | 29 512 / 29 512 (100%)       | $2 561 220   |
| 23 de junio de 2015         | Gotemburgo      | Suecia                 | Ullevi                        | 42 716 / 42 716 (100%)       | $3 091 300   |
| 27 de junio de 2015         | Helsinki        | Finlandia              | Estadio Olímpico de Helsinki  | 33 325 / 33 325 (100%)       | $2 612 850   |
| Norteamérica— Etapa VI      |                 |                        |                               |                              |              |
| 9 de julio de 2015          | San Diego       | Estados Unidos         | Estadio Qualcomm              | 52 510 / 52 510 (100%)       | $4 353 534   |
| 11 de julio de 2015         | San Francisco   | Estados Unidos         | Levi's Stadium                | 47 617 / 47 617 (100%)       | $4 531 686   |
| 15 de julio de 2015         | Seattle         | Estados Unidos         | CenturyLink Field             | 35 513 / 35 513 (100%)       | $3 026 394   |
| 17 de julio de 2015         | Vancouver       | Canadá                 | BC Place                      | 28 199 / 28 199 (100%)       | $1 898 542   |
| 21 de julio de 2015         | Edmonton        | Canadá                 | Commonwealth Stadium          | 40 989 / 40 989 (100%)       | $3 188 215   |
| 24 de julio de 2015         | Winnipeg        | Canadá                 | Estadio de la Mancomunidad    | 24 991 / 24 991 (100%)       | $1 872 587   |
| 26 de julio de 2015         | Minneapolis     | Estados Unidos         | TCF Bank Stadium              | 38 323 / 38 323 (100%)       | $3 064 677   |
| 28 de julio de 2015         | Kansas City     | Estados Unidos         | Estadio Arrowhead             | 44 801 / 44801 (100%)        | $3 463 324   |
| 31 de julio de 2015         | Indianapolis    | Estados Unidos         | Lucas Oil Stadium             | 42 196 / 42 196 (100%)       | $3 426 589   |
| 2 de agosto de 2015         | Pittsburgh      | Estados Unidos         | Heinz Field                   | 29 323 / 29 323 (100%)       | $2 527 609   |
| 5 de agosto de 2015         | East Rutherford | Estados Unidos         | Estadio de los Gigantes       | 56 159 / 56 159 (100%)       | $5 156 858   |
| 8 de agosto de 2015         | Baltimore       | Estados Unidos         | M&T Bank Stadium              | 41 467 / 41 467 (100%)       | $3 690 753   |
| 18 de agosto de 2015        | Columbus        | Estados Unidos         | Ohio Stadium                  | 31 626 / 31 626 (100%)       | $2 492 794   |
| 20 de agosto de 2015        | Toronto         | Canadá                 | Rogers Centre                 | 47 751 / 47 751 (100%)       | $3 971 540   |
| 23 de agosto de 2015        | Chicago         | Estados Unidos         | Soldier Field                 | 41 527 / 41 527 (100%)       | $3 382 655   |
| 25 de agosto de 2015        | Milwaukee       | Estados Unidos         | Estadio Miller Park           | 37 887 / 37 887 (100%)       | $3 256 963   |
| 27 de agosto de 2015        | Cleveland       | Estados Unidos         | Cleveland Browns Stadium      | 30 282 / 30 282 (100%)       | $2 189 216   |
| 29 de agosto de 2015        | Detroit         | Estados Unidos         | Ford Field                    | 42 767 / 42 767 (100%)       | $2 700 684   |
| 1 de septiembre de 2015     | Filadelfia      | Estados Unidos         | Lincoln Financial Field       | 47 761 / 47 761 (100%)       | $3 079 651   |
| 3 de septiembre de 2015     | Buffalo         | Estados Unidos         | Ralph Wilson Stadium          | 38 137 / 38 137 (100%)       | $2 700 736   |
| 5 de septiembre de 2015     | Montreal        | Canadá                 | Estadio Olímpico de Montreal  | 39 250 / 39 250 (100%)       | $2 133 170   |
| 8 y 9 de septiembre de 2015 | Ottawa          | Canadá                 | Scotiabank Place              | 23 422 / 23 422 (100%)       | $1 683 210   |
| 12 de septiembre de 2015    | Foxborough      | Estados Unidos         | Gillette Stadium              | 48 167 / 48 167 (100%)       | $4 493 993   |
| Europa— Etapa VII           |                 |                        |                               |                              |              |
| 24 de septiembre de 2015    | Londres         | Reino Unido            | The O2 Arena                  | 90 696 / 90 696 (100%)       | $8 328 894   |
| 25 de septiembre de 2015    | Londres         | Reino Unido            | The O2 Arena                  | 90 696 / 90 696 (100%)       | $8 328 894   |
| 26 de septiembre de 2015    | Londres         | Reino Unido            | The O2 Arena                  | 90 696 / 90 696 (100%)       | $8 328 894   |
| 28 de septiembre de 2015    | Londres         | Reino Unido            | The O2 Arena                  | 90 696 / 90 696 (100%)       | $8 328 894   |
| 29 de septiembre de 2015    | Londres         | Reino Unido            | The O2 Arena                  | 90 696 / 90 696 (100%)       | $8 328 894   |
| 30 de septiembre de 2015    | Londres         | Reino Unido            | The O2 Arena                  | 90 696 / 90 696 (100%)       | $8 328 894   |
| 3 de octubre de 2015        | Mánchester      | Reino Unido            | Manchester Evening News Arena | 28 446 / 28 446 (100%)       | $2 603 660   |
| 4 de octubre de 2015        | Mánchester      | Reino Unido            | Manchester Evening News Arena | 28 446 / 28 446 (100%)       | $2 603 660   |
| 7 de octubre de 2015        | Glasgow         | Reino Unido            | The Hydro                     | 22 696 / 22 696 (100%)       | $2 235 620   |
| 8 de octubre de 2015        | Glasgow         | Reino Unido            | The Hydro                     | 22 696 / 22 696 (100%)       | $2 235 620   |
| 10 de octubre de 2015       | Birmingham      | Reino Unido            | National Indoor Arena         | 38 366 / 38 366 (100%)       | $3 542 340   |
| 11 de octubre de 2015       | Birmingham      | Reino Unido            | National Indoor Arena         | 38 366 / 38 366 (100%)       | $3 542 340   |
| 12 de octubre de 2015       | Birmingham      | Reino Unido            | National Indoor Arena         | 38 366 / 38 366 (100%)       | $3 542 340   |
| 16 de octubre de 2015       | Dublín          | Irlanda                | The O2                        | 37 193 / 37 193 (100%)       | $3 188 800   |
| 17 de octubre de 2015       | Dublín          | Irlanda                | The O2                        | 37 193 / 37 193 (100%)       | $3 188 800   |
| 18 de octubre de 2015       | Dublín          | Irlanda                | The O2                        | 37 193 / 37 193 (100%)       | $3 188 800   |
| 20 de octubre de 2015       | Belfast         | Irlanda                | Odyssey Arena                 | 29 976 / 29 976 (100%)       | $2 878 210   |
| 21 de octubre de 2015       | Belfast         | Irlanda                | Odyssey Arena                 | 29 976 / 29 976 (100%)       | $2 878 210   |
| 22 de octubre de 2015       | Belfast         | Irlanda                | Odyssey Arena                 | 29 976 / 29 976 (100%)       | $2 878 210   |
| 25 de octubre de 2015       | Newcastle       | Reino Unido            | Metro Radio Arena             | 28 746 / 28 746 (100%)       | $2 586 400   |
| 26 de octubre de 2015       | Newcastle       | Reino Unido            | Metro Radio Arena             | 28 746 / 28 746 (100%)       | $2 586 400   |
| 27 de octubre de 2015       | Newcastle       | Reino Unido            | Metro Radio Arena             | 28 746 / 28 746 (100%)       | $2 586 400   |
| 29 de octubre de 2015       | Sheffield       | Reino Unido            | Motorpoint Arena Sheffield    | 36 323 / 36 323 (100%)       | $3 257 230   |
| 30 de octubre de 2015       | Sheffield       | Reino Unido            | Motorpoint Arena Sheffield    | 36 323 / 36 323 (100%)       | $3 257 230   |
| 31 de octubre de 2015       | Sheffield       | Reino Unido            | Motorpoint Arena Sheffield    | 36 323 / 36 323 (100%)       | $3 257 230   |
| Total                       | Total           | Total                  | Total                         | 2 343 100 / 2 343 100 (100%) | $206 009 707 |